# Gare de Villiers - Champigny - Bry
Ne doit pas être confondu avec Villiers-Champigny-Bry (métro de Paris), Gare de Villiers-sur-Marne - Le Plessis-Trévise, Gare de Champigny, Gare des Boullereaux-Champigny, Gare de Bry-sur-Marne (SNCF) ou Gare de Bry-sur-Marne (RATP).
La gare de Villiers - Champigny - Bry est une future gare, dont la construction est prévue de 2022 à 2030. Elle assurera la correspondance entre le réseau SNCF et la future ligne 15 du métro de Paris au niveau de la station du même nom, Villiers-Champigny-Bry.

## Historique
La nouvelle gare du RER E sera ouverte à l'horizon 2030, entre les gares des Boullereaux-Champigny et de Villiers-sur-Marne - Le Plessis-Trévise, pour assurer la correspondance avec la station de la ligne 15 du Grand Paris Express.
Implantée au sud de Bry-sur-Marne et de l'autoroute A4, sur le territoire de la commune de Villiers-sur-Marne, la gare desservira notamment le centre équestre, la zone d'activité des Maisons Rouges, la ZAC des Armoiries et celle des Boutareines. Les utilisateurs bénéficieront de nombreux commerces et services. Les études sur les infrastructures ont commencé en 2012.
Ces premières études réalisées par SNCF Réseau (anciennement Réseau ferré de France) en lien avec la Société du Grand Paris (SGP) ont montré que l'arrêt supplémentaire de tous les trains de la ligne, ainsi que le cas échéant de missions de la ligne P en gare impliquerait une mise à quatre voies entre Bry - Villiers - Champigny et Villiers-sur-Marne, pour un coût estimé à 200 millions d'euros aux conditions économiques de 2010, coût de construction du bâtiment voyageurs exclu. Les besoins en matériel roulant n'avaient alors pas encore été évalués.
Le Syndicat des transports d'Île-de-France (STIF) a demandé que les études prévoient les conditions d'un arrêt des deux missions de la ligne P (missions Coulommiers et Provins). Une troisième voie devrait être construite entre la future gare de Villiers - Champigny - Bry et la gare de Villiers-sur-Marne - Le Plessis-Trévise.
Les présidents des conseils départementaux du Val-de-Marne et de Seine-et-Marne, ainsi que les maires de Bry-sur-Marne, Champigny-sur-Marne et Villiers-sur-Marne, insistent encore début 2016 sur la nécessité de lancer les études pour la réalisation de l'interconnexion entre le RER E et la future ligne 15 sud.
La gare a fait l'objet d'une concertation du 6 juin au 6 juillet 2016. L'enquête publique s'est déroulée du 4 juin au 6 juillet 2018. La construction de la gare est déclarée d'utilité publique le 18 décembre 2018. L'enquête parcellaire a eu lieu du 6 au 27 janvier 2020.
En novembre 2019, le coût du projet est évalué à 319 millions d'euros aux conditions économiques de janvier 2014.

## Description
Le projet de la gare RER comportera, :
- un bâtiment voyageurs surplombant les voies ferrées et ouvert sur la RD 10 ;
- un passage souterrain sous les voies ferrées pour assurer la correspondance avec la ligne 15 ;
- des quais, parallèles aux voies ferrées ;
- des accès aux quais depuis le souterrain et le bâtiment voyageurs ;
- une troisième voie ferrée en complément des deux voies de circulation existantes ;
- un tiroir de retournement des trains en arrière-gare de Villiers-sur-Marne.

## Construction
Les travaux ont débuté en 2022.